# تیر ۱۳۹۳
تیر ۱۳۹۳، چهارمین ماه سال ۱۳۹۳ هجری خورشیدی است.
آغاز آن یکشنبه، ۱ تیر ۱۳۹۳ برابر با ۲۲ ژوئن میلادی است.

## رویدادها
- زلزله ۴٫۲ ریشتری در بندر چارک هرمزگان [۱]